# Кутуджу, Ахмед
Ахме́д Кутуджу́ (тур. и нем. Ahmed Kutucu; род. 1 марта 2000, Гельзенкирхен, Северный Рейн-Вестфалия) — турецкий и немецкий футболист, нападающий клуба «Галатасарай» и сборной Турции.

## Карьера

### Клубная
Кутуджу начинал карьеру в академиях клубов «Шпортфройнде» (Хаверкамп) и «Рот-Вайсс» (Эссен), а в 2011 году перешёл в «Шальке 04». Вместе с юношескими командами «Шальке» до 17 и 19 лет он становился чемпионом западной Бундеслиги.
11 декабря 2018 года Кутуджу дебютировал за первую команду «Шальке», заменив Седрика Тойхерта на 72-й минуте матча Лиги чемпионов с московским «Локомотивом» (1:0). Четыре дня спустя Ахмед дебютировал в Бундеслиге, также заменив Тойхерта во втором тайме матча с «Аугсбургом» (1:1).
В январе 2021 года перешёл на правах аренды в нидерландский «Хераклес».
Летом 2021 года за 500 тыс. евро перешел из «Шальке» в «Истанбул Башакшехир»

### Международная
В октябре 2017 года Кутуджу провёл три игры за юношескую сборную Турции (до 17 лет) на чемпионате мира в Индии, забив один мяч в ворота сборной Новой Зеландии (1:1). В июле 2018 года Кутуджу выступил с юношеской сборной Турции (до 19 лет) на чемпионате Европы в Финляндии, где сыграл в трёх матчах.